# Colombo (Paraná)
Colombo é um município brasileiro do estado do Paraná, na Grande Curitiba. Possui uma área de 197.793 km² e sua população, conforme estimativas do IBGE de 2020, era de 246 540 habitantes. É considerada a maior colônia italiana do estado.
O povoamento de Colombo, que faz parte da Região Metropolitana de Curitiba, teve início no ano de 1878 quando um grupo de colonos italianos, oriundos do município de Morretes, para ali se mudou, recebendo terras e um pequeno subsídio que o governo da província lhes ofereceu para iniciarem suas lavouras. Sua atividade econômica baseia-se nas indústrias extrativas de cal e calcário e na agricultura com a produção de hortifrutigranjeiros, com destaque para a uva. Entre seus aspectos turísticos, encontra-se a festa da Uva e do Vinho e suas grutas, como a de Bacaetava. Criado através do Decreto Estadual nº 11 de 8 de janeiro de 1890, e instalado em 5 de fevereiro do mesmo ano, foi desmembrado de Curitiba.
Os habitantes naturais do município de Colombo são denominados colombenses. Está localizada na Mesorregião Metropolitana de Curitiba, mais precisamente na Microrregião de Curitiba, estando a uma distância de 18 km da capital do estado, Curitiba.

## Etimologia
Homenagem a Cristóvão Colombo, navegador supostamente italiano que descobriu a América.

## História

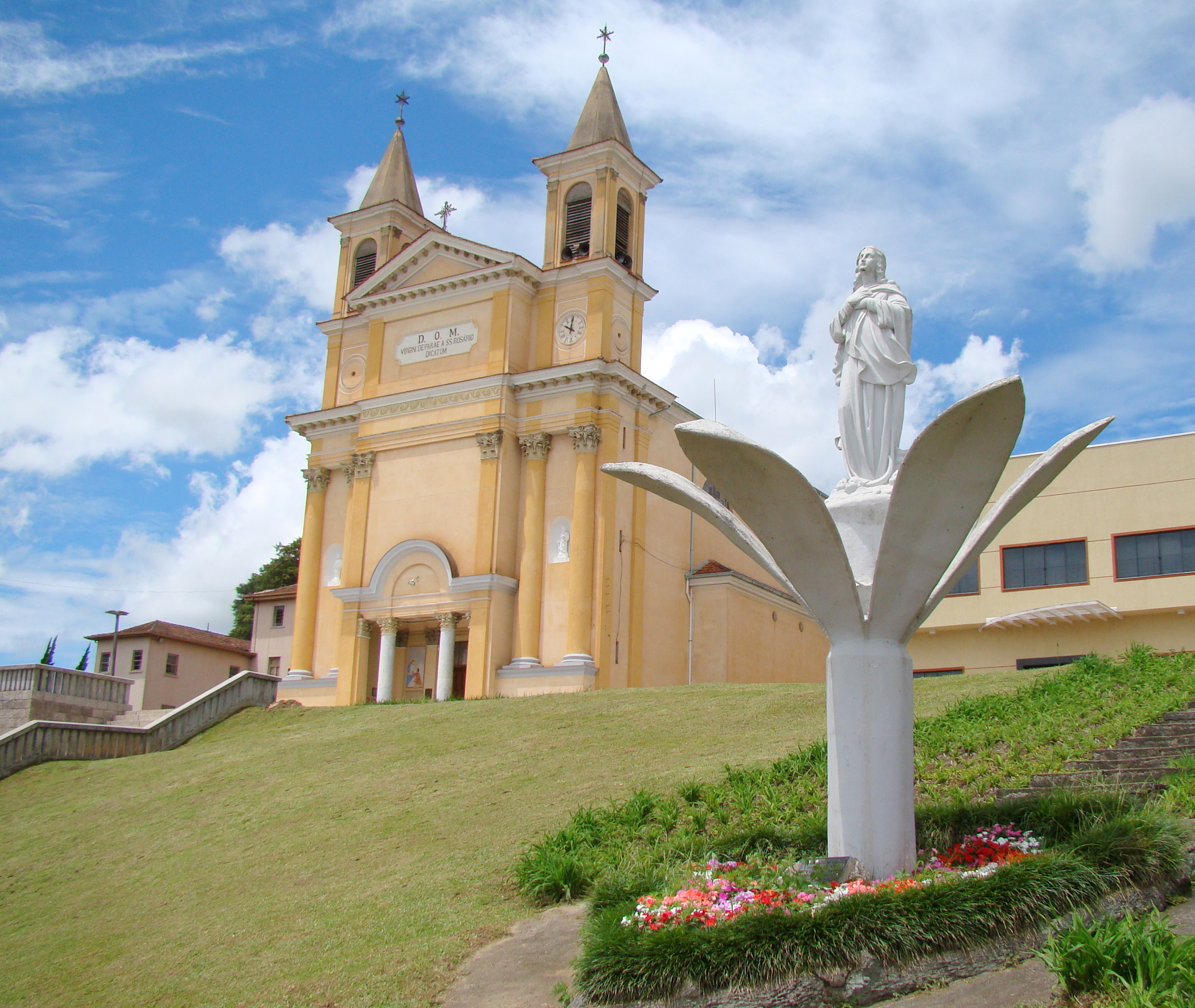
Igreja Matriz Municipal, cuja construção iniciou em 1898.

A história do município de Colombo começou entre as décadas de 1860 e 1880, período este que representou para o Paraná o estabelecimento de vinte e sete colônias agrícolas, assentando imigrantes poloneses, italianos, alemães do Volga (russos-alemães), franceses, suíços e ingleses. A grande maioria se estabeleceu nos arredores de cidades como Curitiba, Ponta Grossa, Palmeira, Antonina, Lapa, Campo Largo, São José dos Pinhais, Morretes, Araucária e Paranaguá.
A partir de setembro de 1878, surgiu no cenário histórico da província do Paraná a Colônia Alfredo Chaves, que recebeu esta denominação numa homenagem ao Ministro da Agricultura, na época do assentamento. O lugar distava apenas vinte e três quilômetros de Curitiba e foi o embrião da cidade de Colombo, que recebeu naquela ocasião 160 colonos de nacionalidade italiana, distribuídos em oitenta lotes rurais. Os terrenos dados pelo governo de Dom Pedro II perfaziam área de 4.847.970 m².
A Colônia Alfredo Chaves cresceu e transformou-se em próspero povoado, sendo que os novos ares da República lhe trouxeram a emancipação política, através do Decreto Estadual nº 11, do dia 8 de janeiro de 1890, sancionado pelo presidente do estado José Marques Guimarães. Nessa época foi alterada a denominação de Colônia Alfredo Chaves para Colombo, numa homenagem que se prestou ao descobridor das Américas.
João Gualberto Bittencourt presidiu a primeira Câmara Municipal de Colombo, que foi eleita no dia 21 de abril de 1892, neste dia a cidade recebeu a ilustre visita do presidente do estado, tenente-coronel Inocêncio Serzedelo Correia.

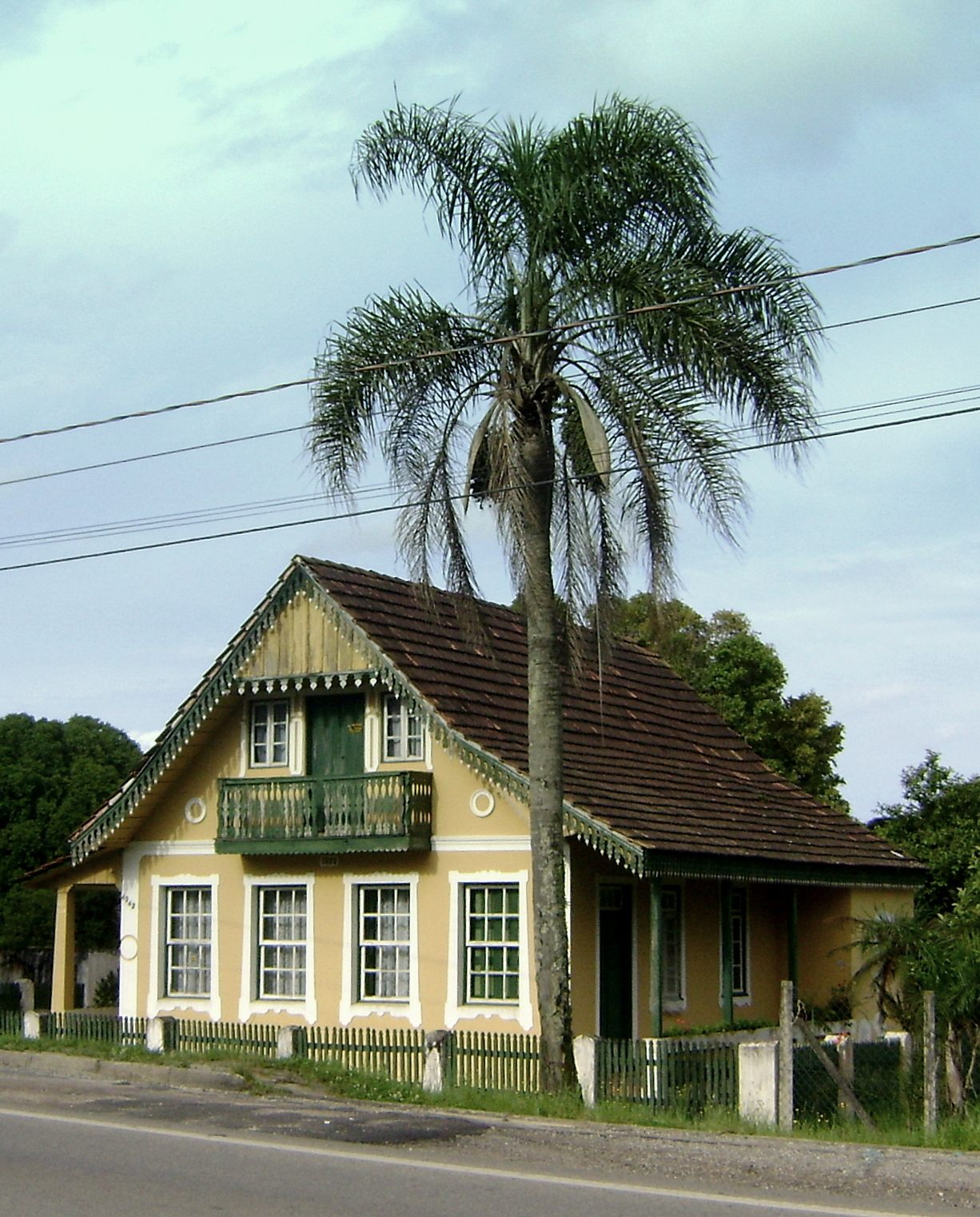
Residência típica de imigrantes italianos, construída em 1922 às margens da Rodovia da Uva.

A época de maior progresso para o município foi o período de 1920 a 1930, quando houve um surto industrial de grande importância, encontrando-se em atividade na sede municipal duas fábricas de louça, uma delas, em virtude de suas obras de arte, considerada das melhores do país. Funcionou, também, naquela época, uma grande fábrica de vidros. Ignoram-se os motivos, mas estas fábricas foram extintas, e o município sofreu enorme prejuízo na sua economia.
A partir de 14 de julho de 1932, através do Decreto Estadual nº 1.703, Colombo passa a se chamar Capivari, sendo que ao seu território é anexado o de Bocaiúva do Sul, que havia sido extinto por decisão governamental. A partir de 9 de agosto de 1933, por força do Decreto Estadual nº 1.831, volta a se chamar Colombo.
Em 20 de outubro de 1930, através do Decreto Estadual nº 7.573, extinguiu o município, anexando-o à capital. Somente em 30 de dezembro de 1943, pelo Decreto Estadual nº 199, é restaurado o poder político e administrativo de Colombo, desta feita, abrangendo os territórios dos distritos de Almirante Tamandaré e Santa Felicidade. Em 10 de outubro de 1947, perde o distrito de Almirante Tamandaré que passa a se constituir em município autônomo. O Decreto nº 200, de 26 de janeiro de 1944 criou a comarca de Colombo.
Vale dizer que Colombo foi o município com maior taxa de crescimento da Região Metropolitana de Curitiba, nas décadas de 1970 e 1980 . Hoje, 97,6% da população do município mora em áreas loteadas, contíguas a capital. A história recente do município de Colombo não tem apenas relação com sua antiga sede, mas também com a evolução dos eventos sócio-políticos e econômicos ocorridos na região.
Em 2021 o governador Ratinho Júnior sancionou a lei estadual 20.757, que torna o município de Colombo a capital do Talian no Paraná.

## Geografia
O município de Colombo está situado na Região Metropolitana de Curitiba, tendo como coordenadas geográficas 25º17'30" de latitude sul e 49º13'27" de longitude oeste do Meridiano de Greenwich. Limita-se ao norte com os municípios de Rio Branco do Sul e Bocaiúva do Sul; ao sul com Pinhais; a oeste com Curitiba e Almirante Tamandaré e a leste com Campina Grande do Sul e Quatro Barras. Sua área é de 198 quilômetros quadrados.
Geologicamente, os terrenos do município são de origem quaternária, proterozoica e arqueana. Os tipos de solo existentes no município são cambissolo, latossolo vermelho-amarelo álico e podzólico vermelho/amarelo eutrófico. Na sede municipal registra-se a altitude de 1000 metros. O relevo do município é bastante ondulado e quase montanhoso, com altitudes que oscilam entre 893 m e 1.201 m. O ponto culminante é o Morro da Cruz. Colombo está localizada no Primeiro Planalto Paranaense.

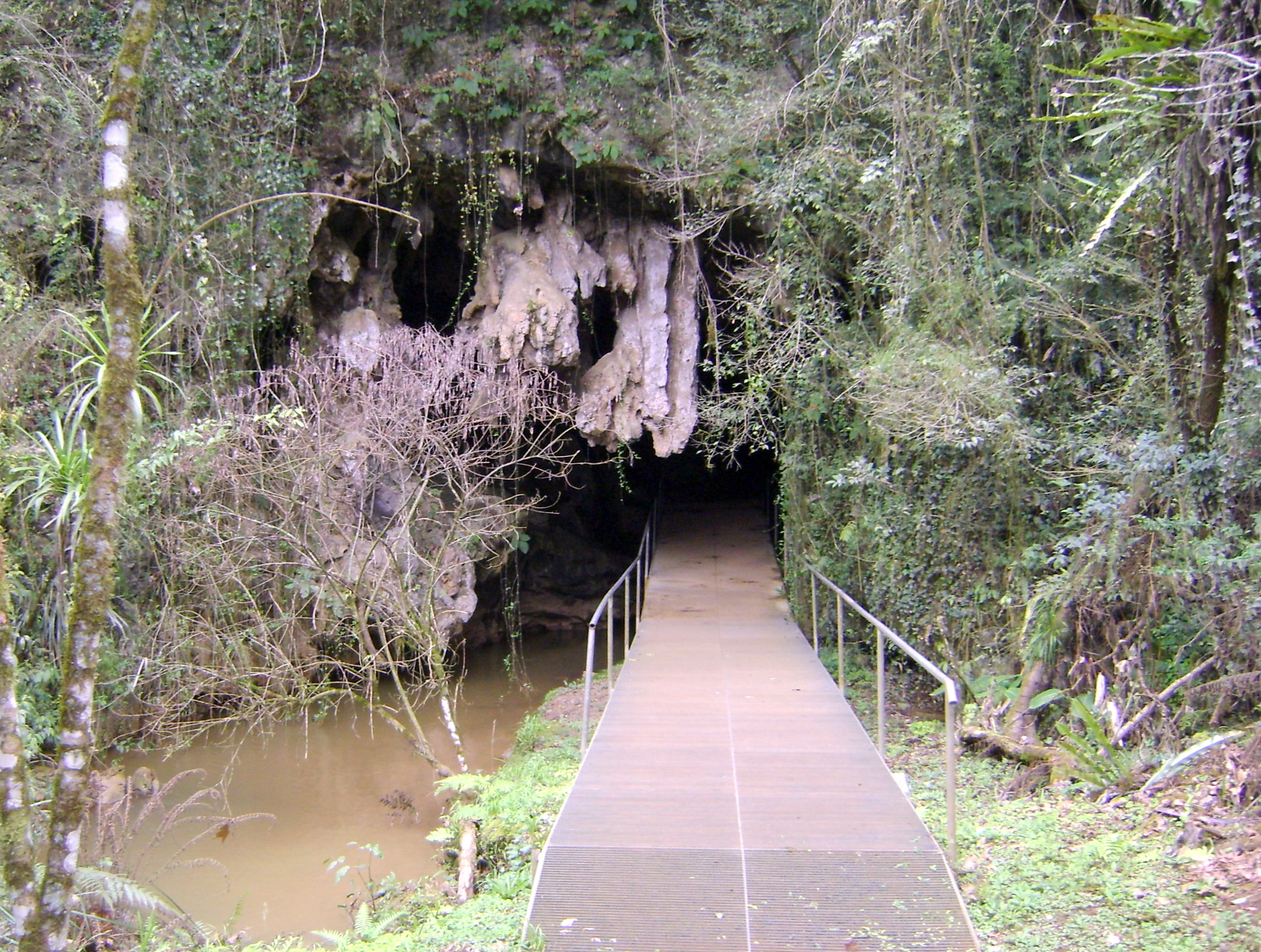
Entrada da Gruta do Bacaetava.

Entre os principais acidentes geográficos do município, destaca-se em primeiro lugar a Gruta de Bacaetava, que é dividida em duas galerias, a inferior com 200 metros de comprimento, 5 metros de altura e 10 metros de altura, em cuja base corre o rio que lhe dá o nome. Os rios Palmital e Capivari, e o salto Ribeirão das Onças, com altura de 8 metros, também constituem acidentes geográficos importantes no município.
O município faz parte de duas bacias hidrográficas: a do Ribeira do Iguape e a do Alto Iguaçu. Seus principais rios são: Palmital, Atuba, Bacaetava, Capivari, Arruda, Morro Grande e Canguiri. A vegetação primitiva, constituída por imensos pinheirais e florestas de erva-mate, foi substituída pelo reflorestamento com bracatinga, eucalipto e algumas essências nativas como manduirana, guabiroba, etc, pois fornecem uma ótima lenha para os fornos das indústrias de cal e calcário.
Como características da zona fisiográfica em que se encontra, as jazidas minerais representam a principal riqueza natural de Colombo. Há jazidas de pedras calcárias, granito e caulim. Do reino vegetal existem madeiras de lei e erva-mate.
O município, situado em região de topografia bastante ondulada, quase montanhosa, é de clima salubre e temperado — fresco no verão e bastante frio no inverno. A temperatura média anual gira em torno dos 17 °C, sendo a média das máximas de 22 °C e das mínimas 12 °C. Os verões são frescos com uma temperatura média inferior a 22 °C. Nos invernos ocorrem geadas severas e frequentes (temperatura média inferior a 18 °C), não apresentando estação seca. O índice pluviométrico anual é aproximadamente 1 600 mm.
| Dados climatológicos para Colombo | Dados climatológicos para Colombo | Dados climatológicos para Colombo | Dados climatológicos para Colombo | Dados climatológicos para Colombo | Dados climatológicos para Colombo | Dados climatológicos para Colombo | Dados climatológicos para Colombo | Dados climatológicos para Colombo | Dados climatológicos para Colombo | Dados climatológicos para Colombo | Dados climatológicos para Colombo | Dados climatológicos para Colombo | Dados climatológicos para Colombo |
| Mês                               | Jan                               | Fev                               | Mar                               | Abr                               | Mai                               | Jun                               | Jul                               | Ago                               | Set                               | Out                               | Nov                               | Dez                               | Ano                               |
| --------------------------------- | --------------------------------- | --------------------------------- | --------------------------------- | --------------------------------- | --------------------------------- | --------------------------------- | --------------------------------- | --------------------------------- | --------------------------------- | --------------------------------- | --------------------------------- | --------------------------------- | --------------------------------- |
| Temperatura máxima média (°C)     | 25,2                              | 24,7                              | 23                                | 21,1                              | 18,4                              | 18,2                              | 18,9                              | 20,1                              | 21,2                              | 22,5                              | 23,9                              | 23,4                              | 21,7                              |
| Temperatura média (°C)            | 20,3                              | 20                                | 18,3                              | 15,9                              | 13,2                              | 12,7                              | 13,3                              | 14,6                              | 16                                | 17,4                              | 18,8                              | 18,3                              | 16,6                              |
| Temperatura mínima média (°C)     | 15,5                              | 15,4                              | 13,6                              | 10,8                              | 8                                 | 7,3                               | 7,7                               | 9,1                               | 10,9                              | 12,4                              | 13,8                              | 13,3                              | 11,5                              |
| Precipitação (mm)                 | 211                               | 185                               | 149                               | 100                               | 103                               | 106                               | 89                                | 82                                | 130                               | 151                               | 128                               | 162                               | 1 596                             |
| Fonte: Climate-Data.org           |                                   |                                   |                                   |                                   |                                   |                                   |                                   |                                   |                                   |                                   |                                   |                                   |                                   |

## Demografia

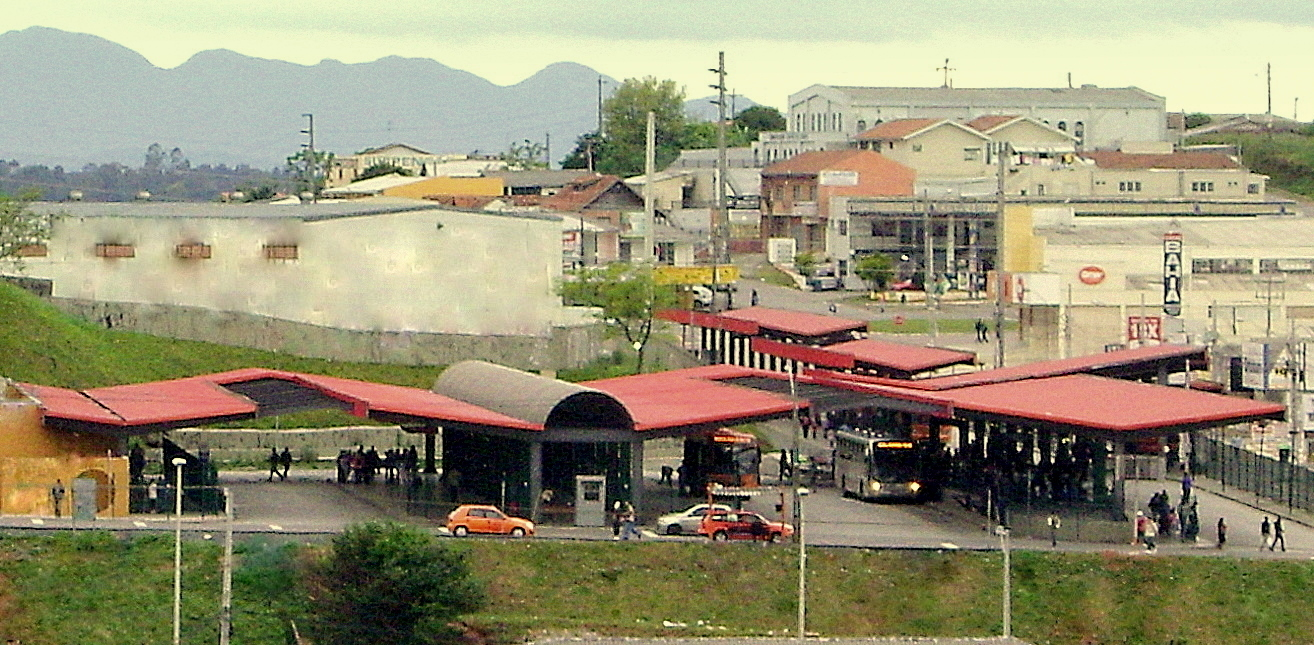
Vista do Terminal do Maracanã, o maior de Colombo, localizado na região mais populosa da cidade.

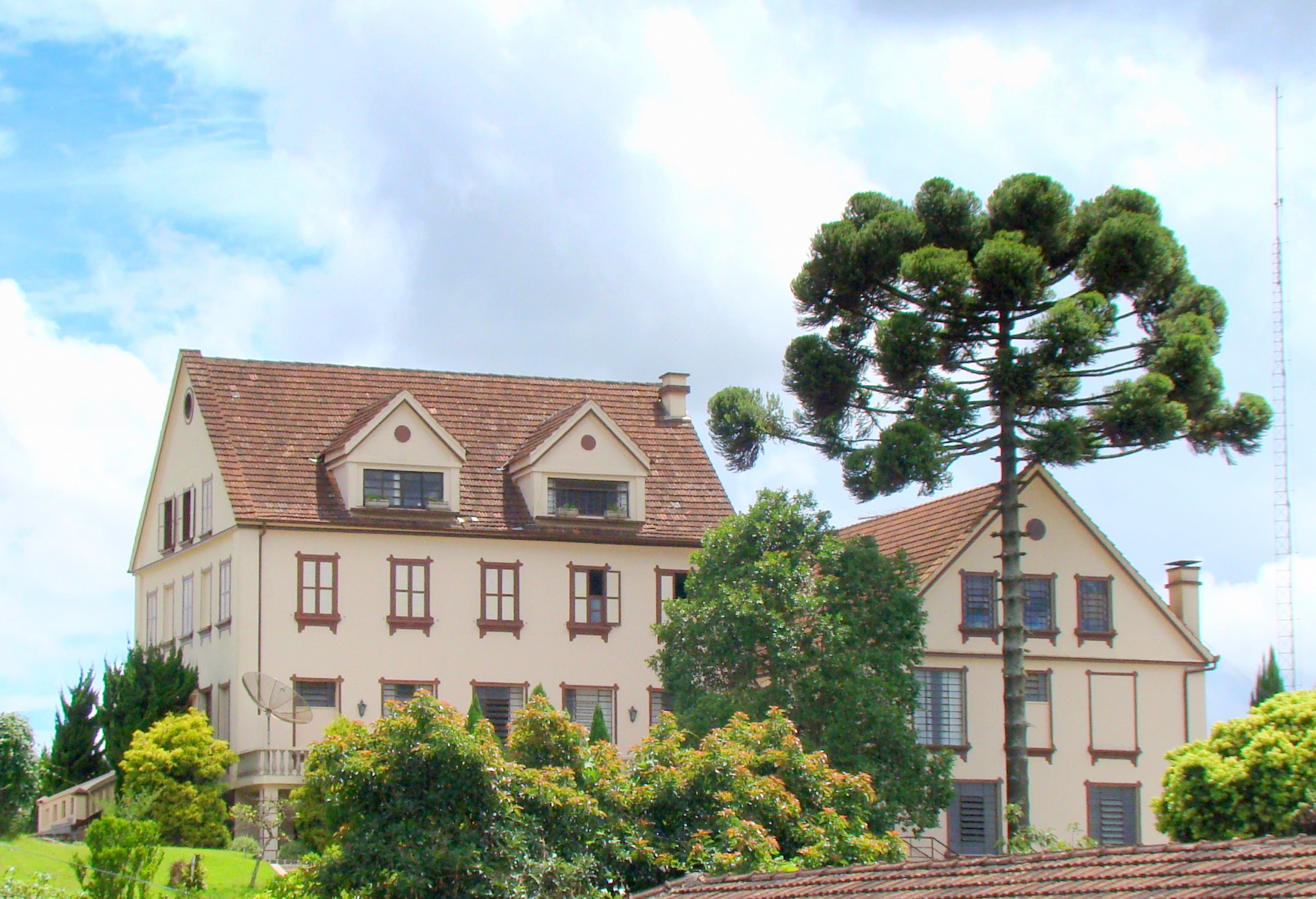
Casa das Irmãs Passionistas, na sede do município.

A cidade de Colombo é atualmente a 8ª maior do Estado do Paraná em habitantes, sendo também a segunda maior da Grande Curitiba (excetuando a capital), e a mais populosa da Área Metropolitana Norte; embora em seu passado histórico tenha recebido milhares de imigrantes europeus - grosso modo assentados onde hoje é a sede do município e o entorno rural - é na fronteira com Curitiba que se encontra a maior parte da população, com forte influência de migrações do interior paranaense e de outros estados brasileiros.
O atual território de Colombo conta, segundo o Censo Demográfico de 2010, com 213.027 habitantes — 105.039 homens e 107988 mulheres, possuindo 63.283 domicílios ocupados. A densidade demográfica do município é de 1.182,56 habitantes por quilômetro quadrado, sendo que 4,56% da população está localizada na zona rural.
Segundo o Censo 2000, os habitantes são dispostos segundo: cor — 135.094 brancos, 5.198 pretos, 310 amarelos, 41.073 pardos, 479 indígenas e 1.176 não declararam a cor; segundo o estado civil: (pessoas de 10 anos ou mais de idade) — 59.198 casados, 3.324 desquitados, 2.588 divorciados, 5.506 viúvos e 72.275 solteiros; segundo a religião — 120.713 católicos apostólicos romanos e 146.709 de outras religiões.

## Política e administração

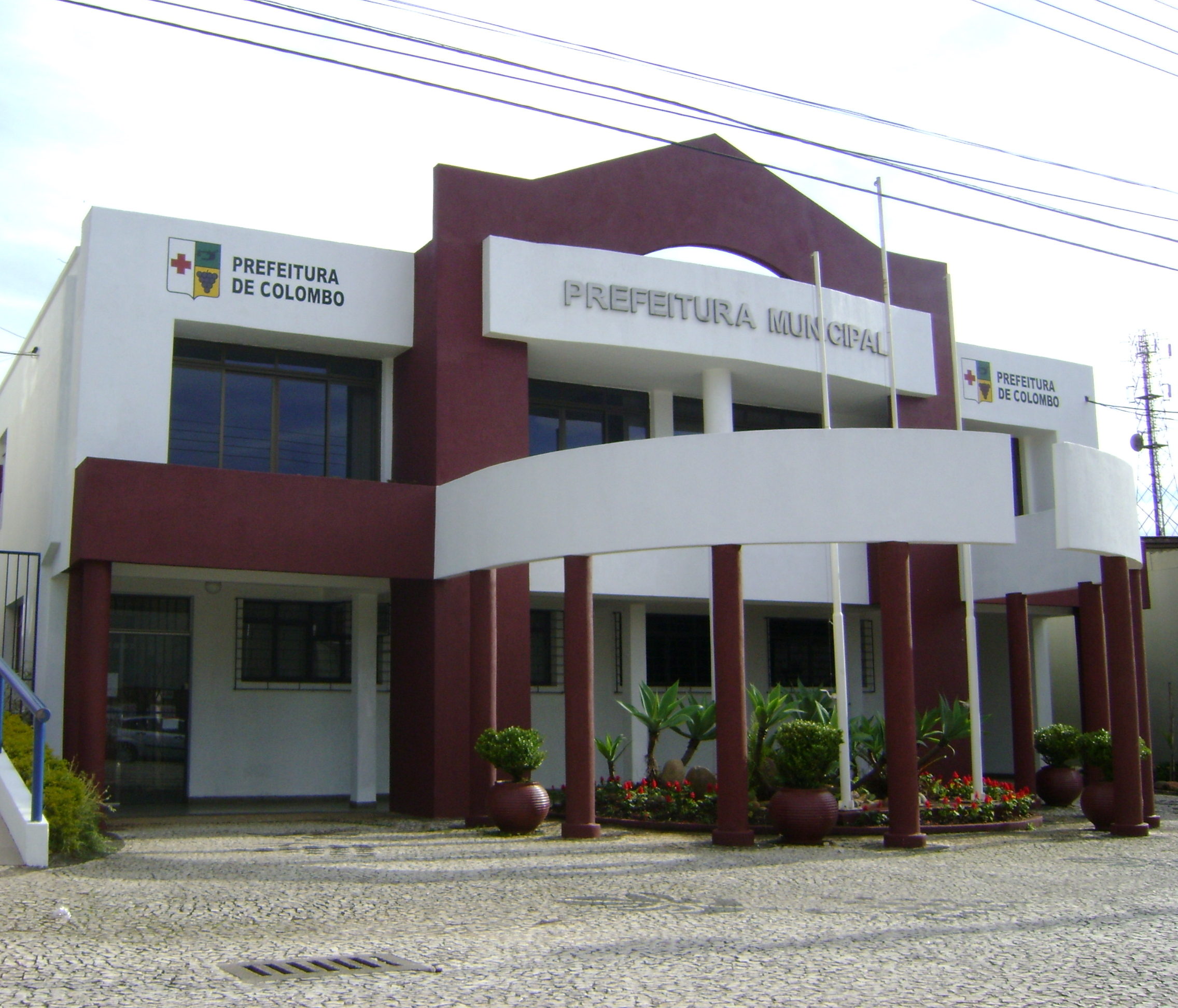
Prefeitura Municipal de Colombo.

A administração municipal se dá pelos poderes executivo e legislativo. O atual prefeito é Helder Luiz Lazarotto (PSD) (2021-2024). A sede administrativa do executivo é a prefeitura municipal. O poder legislativo é constituído pela câmara municipal de Colombo, composta por dezessete vereadores.
É comarca judiciária de entrância final e compreende o distrito da sede, Roça Grande e Guaraituba. Possui 5 cartórios como órgãos auxiliares da Justiça. Como diretora do fórum figura a juíza de direito Letícia Zétola Portes. Outros juízes são os seguintes: Mila Aparecida Alves da Luz (Vara Criminal e Anexos), Luiz Fernando Tomasi Keppen (Diretor do Juizado Especial Cível e Criminal) e Fábio Ribeiro Brandão (Vara da Infância e Juventude e Anexos).

## Economia

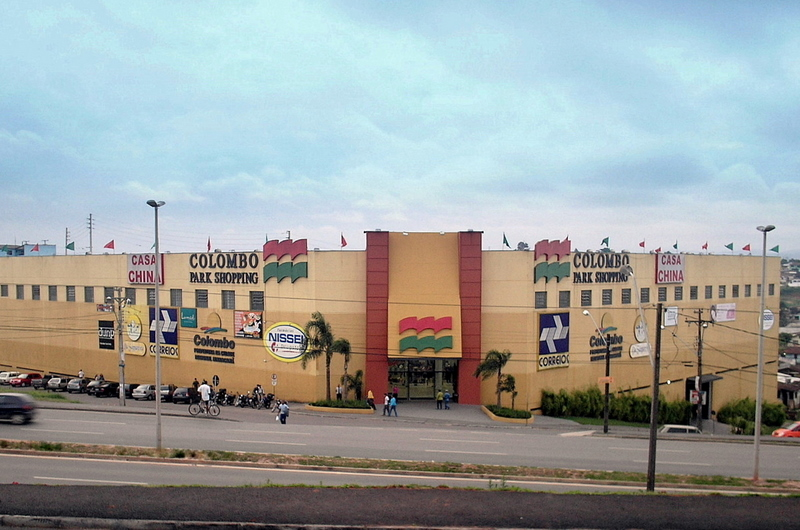
Colombo Park Shopping, localizado às margens da Estrada da Ribeira.

A economia do município de Colombo se baseia na indústria extrativa mineral e na agricultura. Pela extração de pedra calcária (grandes jazidas existentes) e consequente fabrico de cal, é considerado um dos maiores produtores do Paraná; a indústria de aproveitamento do granito segue-lhe em importância. O consumo desses produtos, todavia, se faz dentro do próprio estado, restando para a exportação estadual uma quantidade reduzida; mesmo assim, em 2006, Colombo produziu R$ 337.231 de calcário dolomítico. Segundo a lista telefônica da Brasil Telecom, existem no município 25 indústrias de cal e 7 de calcário.
Na agricultura merecem destaque (com produção estimada para 2006): o milho, 1.270.000,00 de reais; o tomate, 2.643.000,00 de reais; a batata-doce, 47.000,00 de reais; o caqui, 371.000,00 de reais; a mandioca, 113.000,00 de reais, e o feijão, 106.000,00 de reais. A par da agricultura, aparece a vitivinicultura como um coeficiente favorável na economia do município; em 2006, segundo previsão, Colombo produziu 1.853.000,00 de reais de uvas.
A indústria conta 537 estabelecimentos, dos quais, 335 possuem mais de mil empregos com carteira assinada. Predomina sobre as demais, a indústria metalúrgica, tanto em número de estabelecimentos (89) como de empregos (1.489). Explora ainda mais os ramos de vinicultura, indústria de produtos minerais não metálicos, indústria da madeira e do mobiliário e indústria química.
A cidade figura desde 2005 entre os municípios paranaenses que mais geraram empregos, ocupando, inclusive, o quarto lugar entre as cidades com mais de 30.000 habitantes no estado. De acordo com o Sistema Fecomércio, Colombo ocupa o 10º lugar entre os municípios com maior potencial para o comércio. A exportação internacional somou em 2006 a importância de US$ FOB 14.008.337.

## Turismo

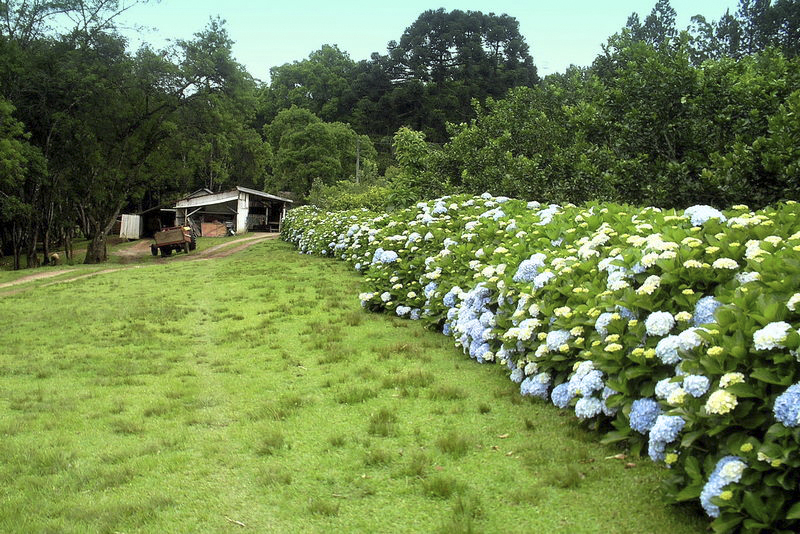
Vista típica da região do Circuito Italiano de Turismo Rural.

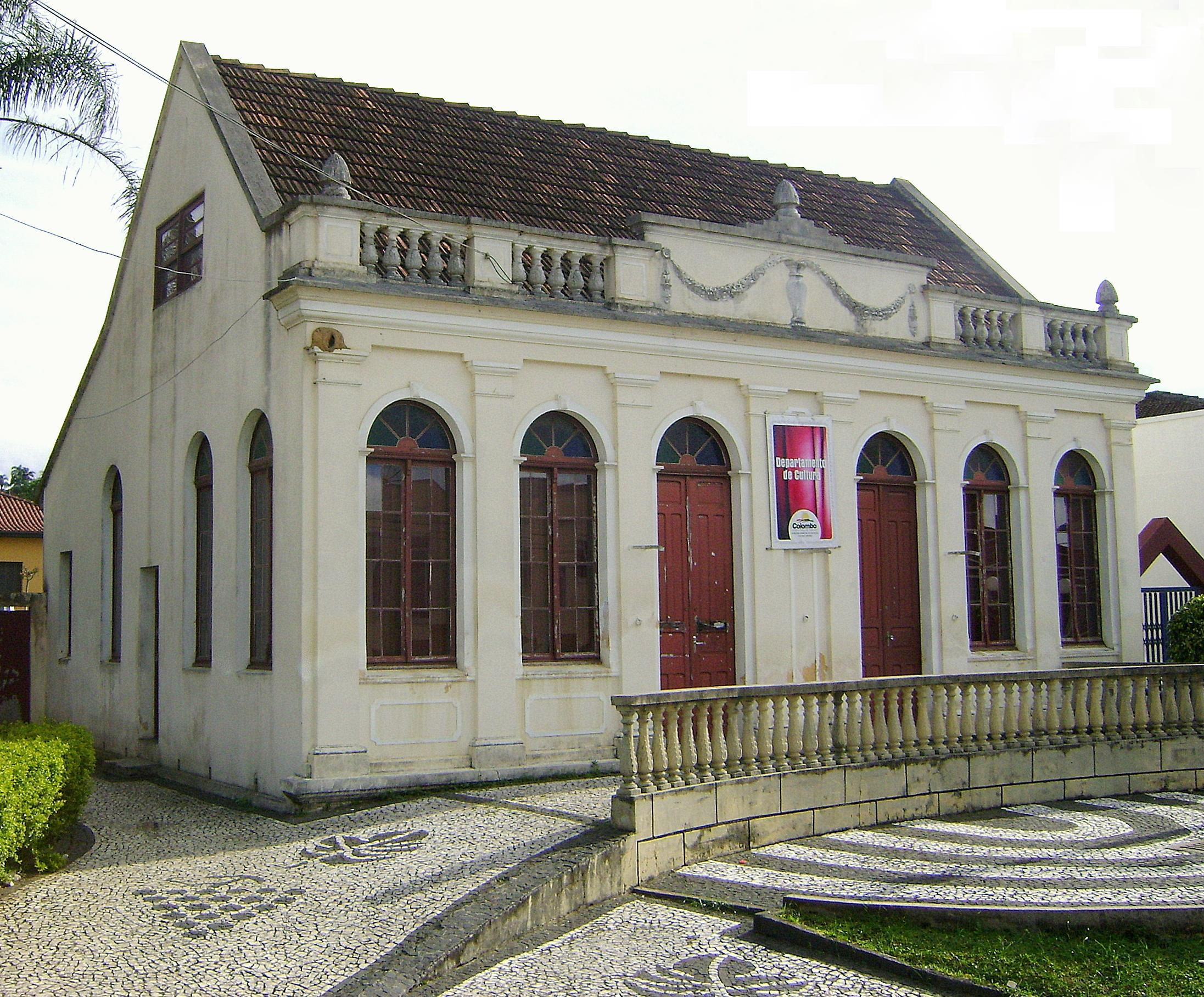
Casa da Cultura (antiga Câmara Municipal).

Colombo possui um forte apelo para o chamado turismo rural. A região é rica geograficamente, possui belíssimas paisagens e também conta com a herança cultural dos imigrantes italianos.
O Circuito Italiano de Turismo Rural, criado em 1999, é um agradável passeio pelas tradicionais cantinas de vinho, herança dos imigrantes italianos, além da beleza natural da região. O Circuito Italiano ainda conta com vários restaurantes típicos, café colonial e vinícolas que podem ser visitadas.
As festas municipais são um grande atrativo para a população local e também turistas. Inúmeras delas acontecem ao decorrer do ano: Festa da Uva, Festa do Vinho, Festa de Nossa Senhora do Rosário - padroeira da cidade - e Festa de Nossa Senhora de Caravaggio - padroeira do imigrante italiano.
A cidade possui vários pontos turísticos, dentre os quais se destacam: Casa da Cultura; Cascata do Ribeirão das Onças; Morro da Cruz; Parque Municipal da Uva; Casa Colonial Rural-Brasileira; Gruta de Bacaetava; Igreja Matriz (construída em 1898); Capela da Imaculada Conceição.

### Festa da Uva
A primeira edição da Festa da Uva ocorreu em 1965. A festividade busca resgatar a tradição italiana em Colombo, valorizar a atividade vinícola e celebrar a emancipação política do município. O evento reúne música e gastronomia, entre outras atividades com o objetivo de promover a agricultura e o vinhos, valorizar os produtores rurais locais, a cultura e a história colombense. A festa ocorre anualmente no Parque Municipal da Uva.
A história da Festa da Uva em Colombo nasceu com a religiosidade trazida pelos italianos. A cada safra os devotos católicos organizavam a Missa de Ação de Graças, em virtude do sentimento de gratidão pelos frutos colhidos. Com o aumento do número de participantes, as lideranças da Igreja Nossa Senhora do Rosário decidiram realizar a grande missa nas proximidades do Lago Tumiri, e foi a partir daí que surgiu as primeiras festas da uva no município que passaram a ser organizadas pela prefeitura na véspera do aniversário de emancipação política de Colombo. No setor gastronômico, além da exposição de uvas, reúne comida típica e produtos coloniais, com vinhos, sucos, salames, geleias e conservas. Bem como feira agrícola, artesanato, atrações musicais locais e nacionais. O evento reúne um público de 80 mil pessoas, contribuindo com o turismo e com a economia local.

## Esporte

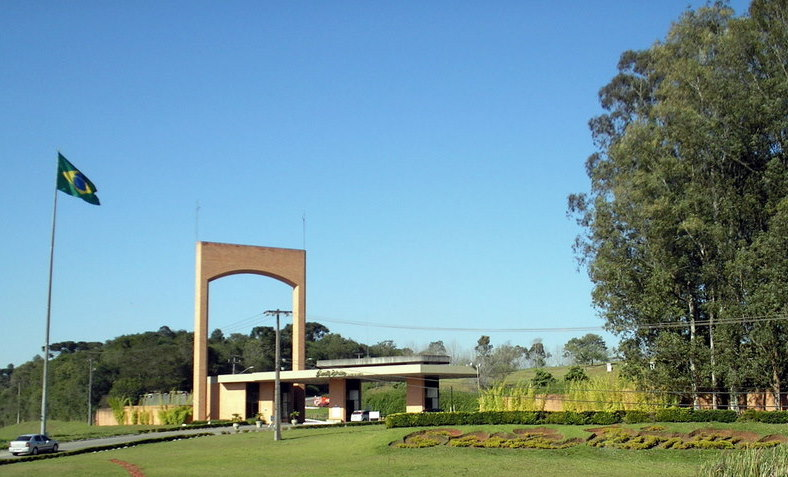
Entrada do Santa Mônica Clube de Campo vista da BR-116.

No passado a cidade de Colombo já possuiu alguns clubes que disputaram o Campeonato Paranaense de Futebol, sendo eles o Esporte Clube XV de Novembro de Colombo e o Colombo Futebol Clube.[carece de fontes?]

## Transporte
O município de Colombo é servido pelas seguintes rodovias:
- BR-476, no seu trecho norte, que liga Curitiba a Apiaí (SP-260)
- BR-116, que liga Curitiba a São Paulo
- PR-509, que liga a sede do município a Almirante Tamandaré
- PR-418, que liga Curitiba ao distrito de Bacaetava
- Contorno Norte de Curitiba[31]